# جيمس كاين
جيمس مالاهان كاين (بالإنجليزية: James Mallahan Cain) كاتب و روائي أمريكي من مواليد أنابوليس، ولاية ماريلاند في 1 يوليو 1892. وتوفي في هياتسفيل، ولاية ماريلاند في 27 أكتوبر 1977.

## روابط خارجية
- جيمس كاين على موقع IMDb (الإنجليزية)
- جيمس كاين على موقع الموسوعة البريطانية (الإنجليزية)
- جيمس كاين على موقع ألو سيني (الفرنسية)
- جيمس كاين على موقع أول موفي (الإنجليزية)
- جيمس كاين على موقع قاعدة بيانات برودواي على الإنترنت (الإنجليزية)
- جيمس كاين على موقع قاعدة بيانات الأفلام السويدية (السويدية)
- جيمس كاين على موقع إن إن دي بي (الإنجليزية)
- جيمس كاين على موقع ديسكوغز (الإنجليزية)
- جيمس كاين على موقع قاعدة بيانات الفيلم (الإنجليزية)
- جيمس كاين على موقع كينوبويسك (الروسية)